# Mistrovství světa juniorů v orientačním běhu 1998
9. Mistrovství světa juniorů v orientačním běhu proběhlo ve Francii ve dnech 13. až 18. července 1998. Centrum závodů JMS bylo poblíž města Remeš, jež je historické město ležící na severovýchodu země, asi 150 km severovýchodně od Paříže.

## Závod na krátké trati (Middle)

### Výsledky závodu na krátké trati (Middle)
| Muži                                                                              | Muži                                                                              | Muži                                                                              | Muži                                                                              | Muži                                                                              | Ženy                                                                              | Ženy                                                                              | Ženy                                                                              | Ženy                                                                              | Ženy                                                                              |
| --------------------------------------------------------------------------------- | --------------------------------------------------------------------------------- | --------------------------------------------------------------------------------- | --------------------------------------------------------------------------------- | --------------------------------------------------------------------------------- | --------------------------------------------------------------------------------- | --------------------------------------------------------------------------------- | --------------------------------------------------------------------------------- | --------------------------------------------------------------------------------- | --------------------------------------------------------------------------------- |
| - Traťové parametry: 4,8 km, ? kontrol, ? m převýšení. - Mapa: ? 1:10 000 E= 2,5m | - Traťové parametry: 4,8 km, ? kontrol, ? m převýšení. - Mapa: ? 1:10 000 E= 2,5m | - Traťové parametry: 4,8 km, ? kontrol, ? m převýšení. - Mapa: ? 1:10 000 E= 2,5m | - Traťové parametry: 4,8 km, ? kontrol, ? m převýšení. - Mapa: ? 1:10 000 E= 2,5m | - Traťové parametry: 4,8 km, ? kontrol, ? m převýšení. - Mapa: ? 1:10 000 E= 2,5m | - Traťové parametry: 4,3 km, ? kontrol, ? m převýšení. - Mapa: ? 1:10 000 E= 2,5m | - Traťové parametry: 4,3 km, ? kontrol, ? m převýšení. - Mapa: ? 1:10 000 E= 2,5m | - Traťové parametry: 4,3 km, ? kontrol, ? m převýšení. - Mapa: ? 1:10 000 E= 2,5m | - Traťové parametry: 4,3 km, ? kontrol, ? m převýšení. - Mapa: ? 1:10 000 E= 2,5m | - Traťové parametry: 4,3 km, ? kontrol, ? m převýšení. - Mapa: ? 1:10 000 E= 2,5m |
| Umístění                                                                          | Země                                                                              | Jméno                                                                             | Čas                                                                               | Ztráta                                                                            | Umístění                                                                          | Země                                                                              | Jméno                                                                             | Čas                                                                               | Ztráta                                                                            |
|                                                                                   | Norsko                                                                            | Jørgen Rostrup                                                                    | 0:26:58                                                                           |                                                                                   |                                                                                   | Rusko                                                                             | Taťána Pereljavevová                                                              | 0:26:33                                                                           |                                                                                   |
|                                                                                   | Švédsko                                                                           | Rikard Gunnarsson                                                                 | 0:29:03                                                                           | + 0:02:05                                                                         |                                                                                   | Švýcarsko                                                                         | Astrid Fritschiová                                                                | 0:28:35                                                                           | + 0:02:02                                                                         |
|                                                                                   | Švédsko                                                                           | Håkan Petersson                                                                   | 0:29:24                                                                           | + 0:02:26                                                                         |                                                                                   | Finsko                                                                            | Hanna Heiskanenová                                                                | 0:28:45                                                                           | + 0:02:12                                                                         |
| 4                                                                                 | Finsko                                                                            | Jonne Lakanen                                                                     | 0:29:53                                                                           | + 0:02:55                                                                         | 4                                                                                 | Švýcarsko                                                                         | Regula Hulligerová                                                                | 0:29:03                                                                           | + 0:02:30                                                                         |
| 5                                                                                 | Finsko                                                                            | Samuli Salmenoja                                                                  | 0:30:54                                                                           | + 0:03:56                                                                         | 5                                                                                 | Švédsko                                                                           | Rose Marie Forslundová                                                            | 0:29:18                                                                           | + 0:02:45                                                                         |
| 6                                                                                 | Francie                                                                           | François Gonon                                                                    | 0:30:58                                                                           | + 0:04:00                                                                         | 6                                                                                 | Norsko                                                                            | Ingrid Bronebakková                                                               | 0:29:48                                                                           | + 0:03:15                                                                         |

## Závod na klasické trati (Long)

### Výsledky závodu na klasické trati (Long)
| Muži                                                                              | Muži                                                                              | Muži                                                                              | Muži                                                                              | Muži                                                                              | Ženy                                                                             | Ženy                                                                             | Ženy                                                                             | Ženy                                                                             | Ženy                                                                             |
| --------------------------------------------------------------------------------- | --------------------------------------------------------------------------------- | --------------------------------------------------------------------------------- | --------------------------------------------------------------------------------- | --------------------------------------------------------------------------------- | -------------------------------------------------------------------------------- | -------------------------------------------------------------------------------- | -------------------------------------------------------------------------------- | -------------------------------------------------------------------------------- | -------------------------------------------------------------------------------- |
| - Traťové parametry: 10,1 km, 17 kontrol, ? m převýšení. - Mapa: ? 1:15 000 E= 5m | - Traťové parametry: 10,1 km, 17 kontrol, ? m převýšení. - Mapa: ? 1:15 000 E= 5m | - Traťové parametry: 10,1 km, 17 kontrol, ? m převýšení. - Mapa: ? 1:15 000 E= 5m | - Traťové parametry: 10,1 km, 17 kontrol, ? m převýšení. - Mapa: ? 1:15 000 E= 5m | - Traťové parametry: 10,1 km, 17 kontrol, ? m převýšení. - Mapa: ? 1:15 000 E= 5m | - Traťové parametry: 7,5 km, 13 kontrol, ? m převýšení. - Mapa: ? 1:15 000 E= 5m | - Traťové parametry: 7,5 km, 13 kontrol, ? m převýšení. - Mapa: ? 1:15 000 E= 5m | - Traťové parametry: 7,5 km, 13 kontrol, ? m převýšení. - Mapa: ? 1:15 000 E= 5m | - Traťové parametry: 7,5 km, 13 kontrol, ? m převýšení. - Mapa: ? 1:15 000 E= 5m | - Traťové parametry: 7,5 km, 13 kontrol, ? m převýšení. - Mapa: ? 1:15 000 E= 5m |
| Umístění                                                                          | Země                                                                              | Jméno                                                                             | Čas                                                                               | Ztráta                                                                            | Umístění                                                                         | Země                                                                             | Jméno                                                                            | Čas                                                                              | Ztráta                                                                           |
|                                                                                   | Švédsko                                                                           | Håkan Petersson                                                                   | 0:56:17                                                                           |                                                                                   |                                                                                  | Finsko                                                                           | Hanna Heiskanenová                                                               | 0:46:25                                                                          |                                                                                  |
|                                                                                   | Francie                                                                           | Thierry Gueorgiou                                                                 | 0:57:11                                                                           | + 0:00:54                                                                         |                                                                                  | Rusko                                                                            | Taťána Pereljavevová                                                             | 0:46:42                                                                          | + 0:00:17                                                                        |
|                                                                                   | Norsko                                                                            | Jørgen Rostrup                                                                    | 0:57:12                                                                           | + 0:00:55                                                                         |                                                                                  | Česko                                                                            | Eva Juřeníková                                                                   | 0:50:15                                                                          | + 0:03:50                                                                        |
| 4                                                                                 | Norsko                                                                            | Jostein Moe                                                                       | 0:58:01                                                                           | + 0:01:44                                                                         | 4                                                                                | Švýcarsko                                                                        | Regula Hulligerová                                                               | 0:50:17                                                                          | + 0:03:52                                                                        |
| 5                                                                                 | Švédsko                                                                           | Mats Troeng                                                                       | 0:58:03                                                                           | + 0:01:46                                                                         | 5                                                                                | Polsko                                                                           | Wioletta Konkolová                                                               | 0:50:59                                                                          | + 0:04:34                                                                        |
| 6                                                                                 | Dánsko                                                                            | Christian Nielsen                                                                 | 0:58:23                                                                           | + 0:02:06                                                                         | 6                                                                                | Rumunsko                                                                         | Enikö Gallová                                                                    | 0:51:49                                                                          | + 0:05:24                                                                        |

## Štafetový závod

### Výsledky štafetového závodu
| Muži                                                                          | Muži                                                                          | Muži                                                                          | Muži                                                                          | Muži                                                                          | Ženy                                                                  | Ženy                                                                  | Ženy                                                                  | Ženy                                                                  | Ženy                                                                  |
| ----------------------------------------------------------------------------- | ----------------------------------------------------------------------------- | ----------------------------------------------------------------------------- | ----------------------------------------------------------------------------- | ----------------------------------------------------------------------------- | --------------------------------------------------------------------- | --------------------------------------------------------------------- | --------------------------------------------------------------------- | --------------------------------------------------------------------- | --------------------------------------------------------------------- |
| - Traťové parametry : ? km, ? kontrol, ? m převýšení - Mapa: ? 1:15 000 E= 5m | - Traťové parametry : ? km, ? kontrol, ? m převýšení - Mapa: ? 1:15 000 E= 5m | - Traťové parametry : ? km, ? kontrol, ? m převýšení - Mapa: ? 1:15 000 E= 5m | - Traťové parametry : ? km, ? kontrol, ? m převýšení - Mapa: ? 1:15 000 E= 5m | - Traťové parametry : ? km, ? kontrol, ? m převýšení - Mapa: ? 1:15 000 E= 5m | - Parametry : ? km, ? kontrol, ? m převýšení - Mapa: ? 1:15 000 E= 5m | - Parametry : ? km, ? kontrol, ? m převýšení - Mapa: ? 1:15 000 E= 5m | - Parametry : ? km, ? kontrol, ? m převýšení - Mapa: ? 1:15 000 E= 5m | - Parametry : ? km, ? kontrol, ? m převýšení - Mapa: ? 1:15 000 E= 5m | - Parametry : ? km, ? kontrol, ? m převýšení - Mapa: ? 1:15 000 E= 5m |
| Umístění                                                                      | Země                                                                          | Jméno                                                                         | Čas                                                                           | Ztráta                                                                        | Umístění                                                              | Země                                                                  | Jméno                                                                 | Čas                                                                   | Ztráta                                                                |
|                                                                               | Švédsko                                                                       | Rikard Gunnarsson Mats Troeng Håkan Petersson                                 | 2:15:09                                                                       |                                                                               |                                                                       | Finsko                                                                | Heli Jukkolaová Riina Kuuseloová Hanna Heiskanenová                   | 2:11:50                                                               |                                                                       |
|                                                                               | Finsko                                                                        | Pasi Ikonen Samuli Salmenoja Jonne Lakanen                                    | 2:16:36                                                                       | + 0:01:27                                                                     |                                                                       | Rusko                                                                 | Taťána Kostyleová Galina Galkinová Taťána Pereljavevová               | 2:16:16                                                               | + 0:04:26                                                             |
|                                                                               | Francie                                                                       | Thierry Gueorgiou Jean Baptiste Bourrin François Gonon                        | 2:17:21                                                                       | + 0:02:12                                                                     |                                                                       | Švýcarsko                                                             | Astrid Fritschiová Simone Luderová Regula Hulligerová                 | 2:16:29                                                               | + 0:04:39                                                             |
| 4                                                                             | Norsko                                                                        | Anders Nordberg Jostein Moe Jørgen Rostrup                                    | 2:17:55                                                                       | + 0:02:46                                                                     | 4                                                                     | Norsko                                                                | Ingrid Bronebakková Linda Antonsenová Marianne Riddervoldová          | 2:16:53                                                               | + 0:05:03                                                             |
| 5                                                                             | Polsko                                                                        | Marcin Richert Wojciech Dwojak Maciej Stachowiak                              | 2:20:16                                                                       | + 0:05:07                                                                     | 5                                                                     | Česko                                                                 | Vendula Klechová Zdenka Stará Eva Juřeníková                          | 2:21:11                                                               | + 0:09:21                                                             |
| 6                                                                             | Švýcarsko                                                                     | Michael Reinhart Beat Studer Christian Ott                                    | 2:22:27                                                                       | + 0:07:18                                                                     | 6                                                                     | Švédsko                                                               | Christin Johanssonová Lina Bäckströmová Rose Marie Forslundová        | 2:23:32                                                               | + 0:11:42                                                             |

## Česká juniorská reprezentace na JMS
| Muži                       | Muži                       | Muži                       | Muži                       | Ženy                        | Ženy                        | Ženy                        | Ženy                        |
| -------------------------- | -------------------------- | -------------------------- | -------------------------- | --------------------------- | --------------------------- | --------------------------- | --------------------------- |
| - Umístění českých juniorů | - Umístění českých juniorů | - Umístění českých juniorů | - Umístění českých juniorů | - Umístění českých juniorek | - Umístění českých juniorek | - Umístění českých juniorek | - Umístění českých juniorek |
| Jméno                      | Middle                     | Long                       | Štafety                    | Jméno                       | Middle                      | Long                        | Štafety                     |
| Radovan Čech               | 16. místo                  | 37. místo                  | 7. místo                   | Michaela Mahdalová          | 47. místo                   | WB2. místo                  | x                           |
| Petr Losman                | 25. místo                  | 9. místo                   | 7. místo                   | Zuzana Macúchová            | WB9. místo                  | 68. místo                   | x                           |
| Lubomír Tomeček            | 57. místo                  | MB18. místo                | x                          | Vendula Klechová            | 44. místo                   | 47. místo                   | 5. místo                    |
| Roman Paclík               | MB13. místo                | MB12. místo                | x                          | Martina Schinlerová         | WB37. místo                 | WB8. místo                  | x                           |
| Robert Heczko              | MB15. místo                | 66. místo                  | 7. místo                   | Eva Juřeníková              | 7. místo                    | 3. místo                    | 5. místo                    |
| Tomáš Holas                | MB23. místo                | 37. místo                  | x                          | Zdenka Stará                | 14. místo                   | 18. místo                   | 5. místo                    |

## Medailová klasifikace podle zemí
| Medailová klasifikace podle zemí | Medailová klasifikace podle zemí | Medailová klasifikace podle zemí | Medailová klasifikace podle zemí | Medailová klasifikace podle zemí | Medailová klasifikace podle zemí |
| Umístění                         | Země                             | Zlato                            | Stříbro                          | Bronz                            | Součet                           |
| -------------------------------- | -------------------------------- | -------------------------------- | -------------------------------- | -------------------------------- | -------------------------------- |
| 1.                               | Švédsko                          | 2                                | 1                                | 1                                | 4                                |
| 1.                               | Finsko                           | 2                                | 1                                | 1                                | 4                                |
| 3.                               | Rusko                            | 1                                | 2                                | -                                | 3                                |
| 4.                               | Norsko                           | 1                                | -                                | 1                                | 2                                |
| 5.                               | Švýcarsko                        | -                                | 1                                | 1                                | 2                                |
| 5.                               | Francie                          | -                                | 1                                | 1                                | 2                                |
| 7.                               | Česko                            | -                                | -                                | 1                                | 1                                |